# خاستگاه گفتار
خاستگاه گفتار (به انگلیسی: Origin of speech) به مسئله کلی خاستگاه زبان در زمینه رشد فیزیولوژیک اندام‌های گفتاری انسان مانند زبان، لب‌ها و اندام‌های صوتی اشاره دارد که برای تولید واحدهای واجی در همه زبان‌های گفتاری استفاده می‌شود.
بدون مناقشه، میمون‌ها، میمون‌های انسان‌نما و انسان‌ها، مانند بسیاری از جانوران دیگر، سازوکارهای ویژه‌ای برای تولید صدا برای هدف‌های ارتباط اجتماعی ایجاد کرده‌اند. از سوی دیگر، هیچ میمون یا میمون انسان‌نما از زبان خود برای چنین هدف‌های استفاده نمی‌کند. به نظر می‌رسد که استفاده بی‌سابقه گونه ما از زبان، لب‌ها و دیگر بخش‌های متحرک، گفتار را در دسته‌بندی کاملاً مجزا قرار می‌دهد و ظهور تکاملی آن را به یک چالش نظری جذاب در چشم بسیاری از پژوهشگران تبدیل می‌کند.

مکان‌های بیان (فعال و غیرفعال): 1. برون‌لبی، ۲. درون‌لبی، ۳. دندان‌ها، ۴. آلوئولار، ۵. پسا آلوئولار، ۶. پیش‌کامی، ۷. کامی (پالاتال)، ۸. ولار، ۹. اوولار، ۱۰. حلق، ۱۱. گلو، ۱۲. روگلویی (اپیگلتال)، ۱۳. رادیکال، ۱۴. خلفی پشتی، ۱۵. قدامی پشتی، ۱۶. لامینال، ۱۷. آپیکال، ۱۸. ساب آپیکال

نواحی زبانی مغز انسان شکنج زاویه‌ای به رنگ نارنجی، شکنج فراحاشیه‌ای با رنگ زرد، ناحیه بروکا با رنگ آبی، ناحیه ورنیکه به رنگ سبز و قشر شنوایی اولیه با رنگ صورتی نشان داده شده‌است.